# Comité Paralímpico Mongol
El Comité Paralímpico Mongol es el comité paralímpico nacional que representa a Mongolia. Esta organización es la responsable de las actividades deportivas paralímpicas en el país. Es miembro del Comité Paralímpico Internacional y del Comité Paralímpico Asiático.